# شلل في عضلات العين
شلل في عضلات العين أو الكَفَأ (بالإنجليزي: ophthalmoplegia or Ophthalmoparesis) يحدث نتيجة شلل عضلة أو أكثر من عضلات خارج المقلة المسؤولة عن حركة العين .

## التصنيف
يصنف مرض شلل في عضلات العين بناء على مكان الإصابة في عضلة المقلة كالتالي :
•	عضلة مستقيمة علوية
•	عضلة مستقيمة سفلية
•	عضلة مستقيمة إنسية (داخلية)
•	عضلة مستقيمة وحشية
•	عضلة مائلة سفلية
•	عضلة مائلة علوية

## الأسباب
تحدث نتيجة الاضطرابات في مختلف أجزاء العين والجهاز العصبي :
•	مدار العين:القيود الميكانيكية لحركة العين بسبب مرض جريفز.
•	عضلة العين:بسبب الشلل التدريجي لعضلات العين الخارجية أو متلازمة كيرنز-سايري (اعتلال المتقدرات).
•	الترابط العصبي العضلي:الوهن العضلي الشديد.
•	الأعصاب القحفية ذات صلة (بالتحديد المحركة للعين، العصب البكري، العصب المبعد العيني) : متلازمة الجيب الكهفي، أثر ضغط داخل القحف .
•	نوى الدماغ :بعض أنواع السكتة الدماغيةمنهاالتي تحدث عند الإصابة متلازمة فوفيل.
•	المساحات البيضاء التي تربط بين النوى:شلل العين أو التصلب المتعدد.
•	هياكل الدماغ المتوسط الظهري : متلازمة بارينو.
•	بعض أجزاء قشرة الدماغ (بما فيها حيز العين الأمامية): كما هو الحال السكتة الدماغية.
•	أثار التسممات بالصدفيات المخروطية بواسسطة المامبا، التيبان وأفعى الكريت.
كذلك نقص الثيامين عند الأشخاص المصابين بمتلازمة اعتلال رينك الدماغي إلى شلل عضلات العين، كذلك التسمم بـ فينيوتين .

## العلاج
يعتمد علاج شلل في عضلات العين على علاج المسبب الرئيسي له، فتلك الحالات التي تحدث نتيجة نقص الثيامين(فيتامين ب1) تعالج بواسطة تعويض النقص في فيتامين ب1.